# بارتمن را انجام بده
«بارتمَن را انجام بده» (انگلیسی: Do the Bartman) آهنگی از آلبوم سیمپسون‌ها بلوز می‌خوانند در سال ۱۹۹۰ است که صداپیشگان مجموعه تلویزیونی انیمیشن آمریکایی سیمپسون‌ها را به‌عهده دارند. که آن را نانسی کارترایت (صداپیشۀ بارت سیمپسون) از بازیگران سیمپسون‌ها، با خوانندۀ آمریکایی، مایکل جکسون، همراه با آوازهای دیگری از دن کاستلانتا (صداپیشۀ هومر سیمپسون) اجرا کرد. جکسون همچنین این آهنگ را که توسط هنرمند آمریکایی برایان لورن نوشته شده بود، تهیه کرد و گفن رکوردز آن را به‌عنوان یک تک‌آهنگ در ۲۰ نوامبر ۱۹۹۰ منتشر کرد.